# France Lorrain
France Lorrain est une romancière québécoise de romans historiques et de romans pour la jeunesse.

## Biographie
France Lorrain est enseignante de niveau primaire et chargée de cours à l'Université de Montréal. Sa série La Promesse des Gélinas l'a fait connaître comme romancière au Québec, chaque tome s'étant vendu à plus de 75 000 exemplaires. Ses romans mettent en scène le Québec du XXe siècle. Son mari est illustrateur professionnel et signe la couverture de tous ses romans.  

## Œuvres

### SérieLa Promesse des Gélinas
1. Adèle, Guy St-Jean Éditeur, 2015,  (ISBN 9782894559529)
2. Édouard, Guy St-Jean Éditeur, 2015,  (ISBN 9782894554418)
3. Florie, Guy St-Jean Éditeur, 2016,  (ISBN 9782897580643)
4. Laurent, Guy St-Jean Éditeur, 2016,  (ISBN 9782897581534)

### SérieAu chant des marées
1. De Québec à l'Île Verte, Guy St-Jean Éditeur, 2017,  (ISBN 9782897583149)
2. La vie sur l'Île Verte, Guy St-Jean Éditeur, 2018,  (ISBN 9782897583828)

### SérieÀ l'ombre de la mine
1. Jeanne et Kristoff, Guy St-Jean Éditeur, 2018,  (ISBN 9782897585310)
2. Clara et Yuri, Guy St-Jean Éditeur, 2019,  (ISBN 9782897586218)

### SérieMarie-Camille
1. Guy St-Jean Éditeur, 2019,  (ISBN 9782897588090)
2. Guy St-Jean Éditeur, 2020,  (ISBN 9782897588755)

### SérieL'Anse-à-la-joie
1. Madeleine, Guy St-Jean Éditeur, 2021,  (ISBN 9782898270376)
2. Simone, Guy St-Jean Éditeur, 2021,  (ISBN 9782898270406)
3. Clémence, Guy St-Jean Éditeur, À venir,  (ISBN 9782898270437)